# Torre della Mortella
La Torre della Mortella (in corso: Torra di Mortella) è una torre genovese in rovina in Corsica, situata sulla costa vicino a Punta Mortella nel comune di San Fiorenzo.
La torre della Mortella fu un capostipite delle numerose torri Martello che gli inglesi costruirono nel XIX secolo in tutto il loro impero.

## Storia
L'architetto Giovan Giacomo Paleari Fratino progettò la torre della Mortella e il colonnello Giorgio Doria diresse la costruzione tra il 1563 e il 1564. Faceva parte di una serie di difese costiere costruite dalla Repubblica di Genova tra il 1530 e il 1620 per respingere gli attacchi dei pirati barbareschi .
Il 7 febbraio 1794, due navi da guerra britanniche, la HMS Fortitude (74 cannoni) e la HMS Juno (32 cannoni), attaccarono senza successo la torre della Mortella; la torre alla fine cadde sotto il comando del generale David Dundas e del generale John Moore dopo due giorni di pesanti combattimenti.
Alla fine dell'anno precedente, i difensori francesi della torre avevano abbandonato la torre dopo che la HMS Lowestoffe (32 cannoni) aveva sparato contro di essa due bordate. Allora i francesi riuscirono facilmente a sloggiare la guarnigione di patrioti corsi che li aveva sostituiti. Tuttavia, gli inglesi rimasero impressionati dall'efficacia della torre quando adeguatamente fornita e difesa e copiarono il progetto. Tuttavia, hanno sbagliato a scrivere il nome come "Martello" piuttosto che "Mortella".
Quando gli inglesi si ritirarono dalla Corsica nel 1796, fecero saltare in aria la torre, lasciandola in uno stato inagibile.

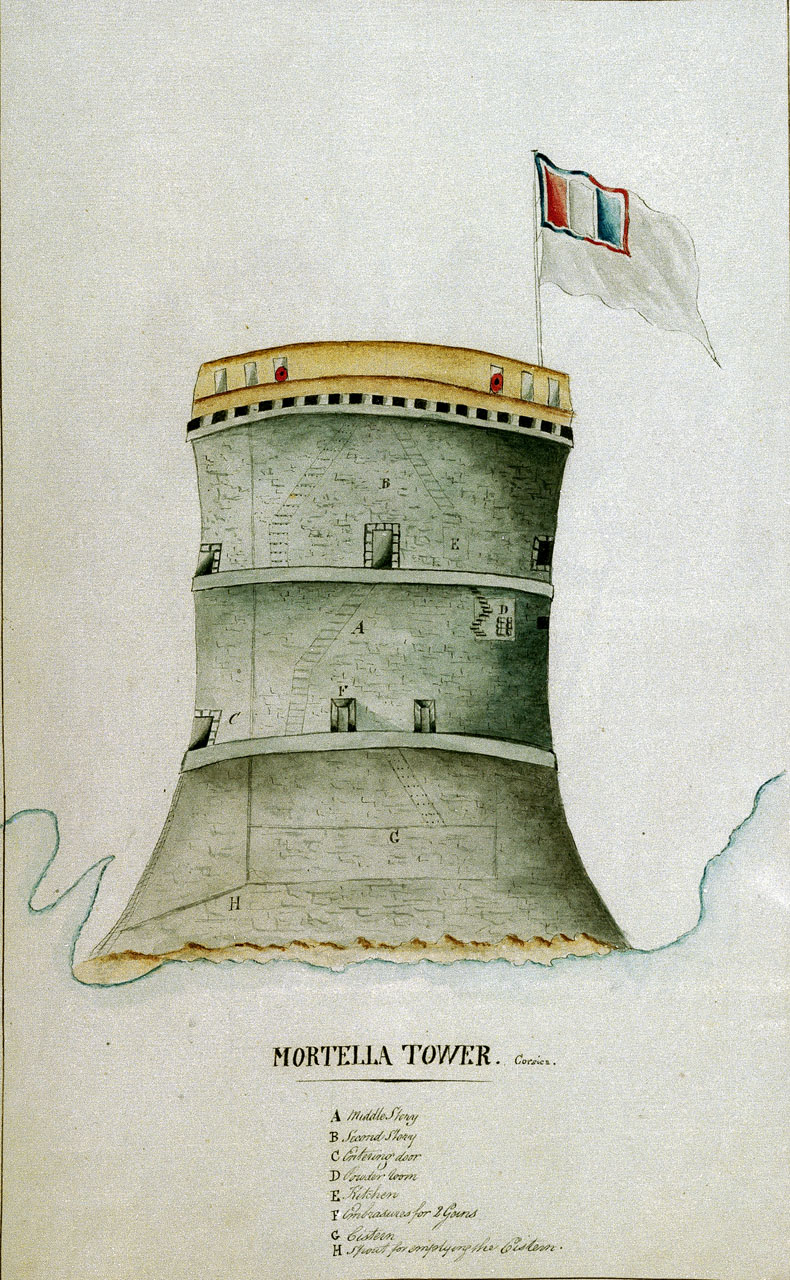
Pianta della torre

## Stato attuale
La torre in rovina è stata elencata come uno dei monumenti storici ufficiali della Francia nel 1991. Il database fornisce erroneamente la data di costruzione 1553–1554. Questa data precedente è riferita a quando le truppe spagnole e genovesi guidate dall'ammiraglio Andrea Doria assediarono le forze francesi che occupavano il porto di Saint-Florent dopo l'invasione franco-turca dell'isola.
Dal 1980 l'agenzia governativa francese, il Conservatoire du littoral, possiede e mantiene il sito.
Il Conservatorio prevede di acquistare 6.663 ettari (16.460 acri) della costa circostante e nel 2017 aveva acquisito 5.935 ettari (14.670 acri).

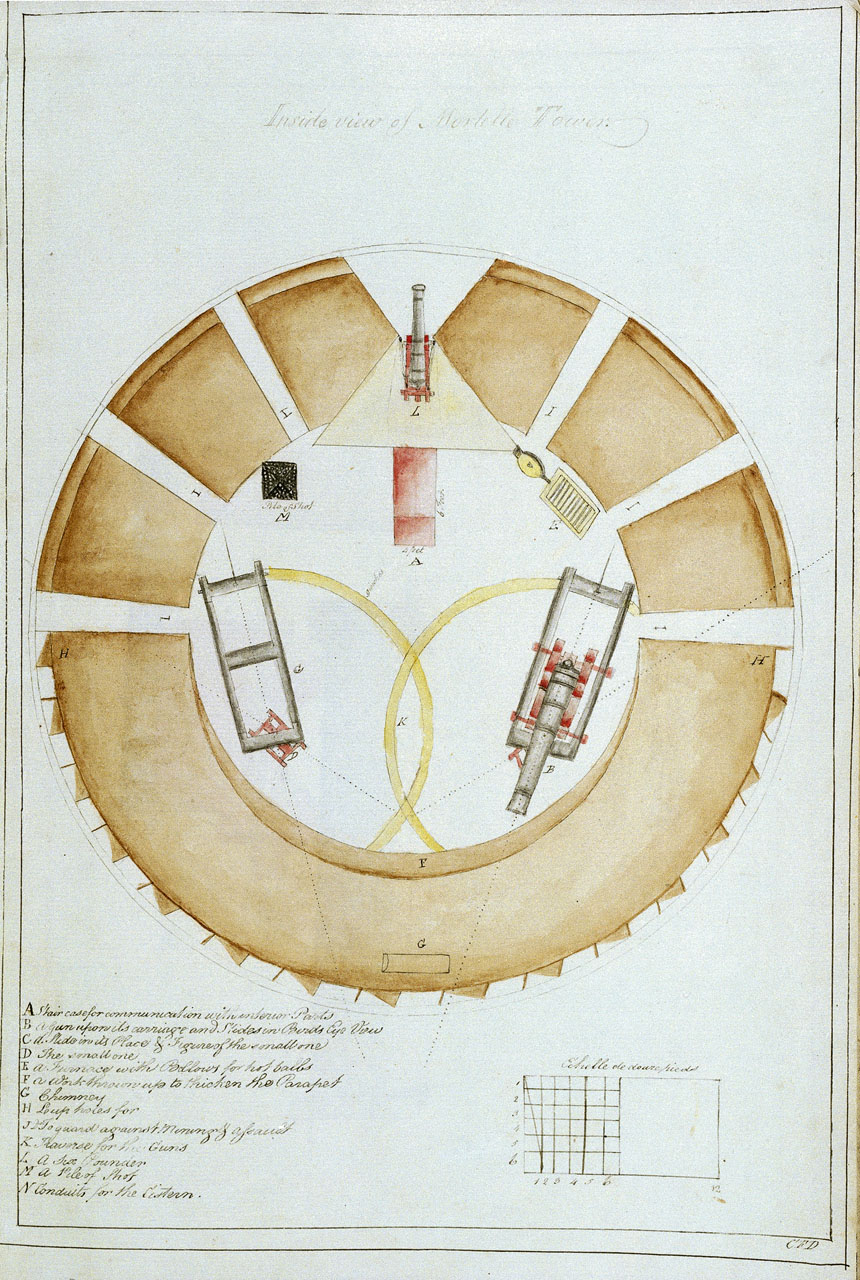
Prospetto della torre